# 高新铁路
高新铁路起自沈山线上的高台山站，向西延伸，有联络线通往沈山线新民站，再先后跨过柳河和绕阳河，在新泉站引出联络线通向大郑线的么荒站，最终到达新立屯站，与新义线相接，并与大郑线相交。建于1938年－1940年，系为缩短阜新至沈阳煤炭运输距离而修建的铁路。
线路总长度73公里，其中正线59公里、站线13.9公里，特别用途线0.1公里。有桥梁16座、1361米，涵渠15座、410米。全线年发送货物3.4万吨，到达货物5.5万吨，发送旅客16.5万人。
高新线主要作为沈山、大郑两线的联络线，是阜新矿区煤炭外运的重要运输线，也是沈山线的一条缓冲线。

## 历史

### 筑路
1936年，日本为了向中国内地扩张，加速掠夺阜新矿区煤炭，在新义线建成通车后，即着手修建高台山至新立屯间铁路，由满铁锦州建设事务所负责修建。
1937年4月开工，1938年秋路基工程完工并开始铺轨架桥。
1939年11月1日开始临时营业，1940年3月1日正式营业。
该线建成后，既缩短了阜新煤炭运往沈阳的距离（较经由大郑、沈山线缩短73公里），又减轻沈山线运输负担，而且与新义、锦承等线相连，构成联结关内外的第二条通道和辽西地区环线网络，加速了日本对辽西地区的掠夺与开发。

### 破坏与修复
日本投降后，国民党政府军接管高新线。在解放战争期间，该线遭到严重破坏。
1948年11月，经铁道纵队和锦州铁路局组织员工抢修，当月28日修复通车。位于10.245公里处的柳河桥全长541.7米，共27孔，是高新线最长的桥梁。1946年和1947年先后两次被炸。
1949年对被炸的14、20、26号桥墩进行包箍加固修复，1951年6月对该桥进行大修，1963年根治了钢梁裂纹和铆钉松动病害，1981年在桥头两端浆砌翼墙，1987年在桥上游新立屯侧增设石笼丁坝3处，共126.5。

### 改造扩建
1958年初，阜新煤炭产量增加，阜新至新立屯及新立屯自高台山间通过能力不能满足需要。锦州铁路管理局报请铁道部在锦州、义县、新立屯、高台山间修建复线。
1959年4月铁道部批复锦州义县间、义县阜新间按复线设计，增设泉眼、杜家、老民屯、贾家4处会让站。会让站由锦州铁路管理局设计事务所负责设计，锦州工程处第一工程队负责施工。
1959年6月开工至年未，临时交付使用，1960年正式交付使用，共投资66万元。会让站建成后，高新线通过能力由25.8对提高到45对，满足了1960年运量急剧增长的需要。从1961年开始，运量下降，1962年8月25日将老民屯、杜家、贾家3处会让站封闭。
1965年恢复并进行了扩建。
1969年将每米40公斤B型钢轨换为50公斤中型钢轨。
1985年，对高新线进行大修，钢轨再次更新，将木轨枕更换为钢筋混凝土轨枕。
1978年、1979年，将小东、小梁山、罗家、姚堡4个车站的到发线有效长从650米延长到850米，共使用投资137.8万元。